# Akvitanski jezik
Akvitanski jezik (ISO 639: xaq), jezik koji se nekada govorio na području današnje Španjolske i Francuske, mogući je predak baskijskog. 
Poznato je oko 400 osobnih imena i 70 imena božanstava.
Manji rječnik, akvitanski-baskijski (prema Lyle Campbellu)
Akvitanski... baskijski
- arixo, haritz, hrast
- atta, aita... otac
- belex, beltz. crn
- hanna, anaia... brat
- oxson, otso... vuk
- ausci, euska(ra)... Baski

## Vanjske poveznice
- Basque: Ethnologue 2005